# Секретариат – конят легенда
„Секретариат – конят легенда“ (на английски: Secretariat) е американска биографична спортна драма от 2010 г. на режисьора Рандъл Уолъс, продуциран и пуснат от Уолт Дисни Пикчърс, по сценарий на Майк Рич и Шелдън Търнър, базиран на книгата „Секретариат“ от 1975 г., написана от Уилям Нак, музиката е композирана от Ник-Глени Смит. Филмът се разказва за живота на коня Секретариат, който спечели „Дербито на Кентъки“ през 1973 г. Във филма участват Даян Лейн, Джон Малкович, Дилън Уолш, Джеймс Кромуел, Кевин Конъли и Скот Глен. Снимачния процес се състои във Луисвил и Лексингтън, Кентъки, и отвъд Лафайет и Каренко, Луизиана. Премиерата на филма се състои в Холивуд на 30 септември 2010 г. и е пуснат в Съединените щати на 8 октомври 2010 г. от Уолт Дисни Студиос Моушън Пикчърс.

## Актьорски състав
| Актьор              | Роля             |
| ------------------- | ---------------- |
| Даян Лейн           | Пени Ченери      |
| Джон Малкович       | Лусиен Лорин     |
| Ото Торварт         | Рон Търкоти      |
| Марго Мартиндейл    | Елизабет Хам     |
| Греъм Мактавиш      | Ърл Джансен      |
| Кевин Конъли        | Бил Нак          |
| Кариса Капобианко   | Сара Туиди       |
| Дрю Рой             | Сет Ханкок       |
| Скот Глен           | Кристофър Ченери |
| Джеймс Кромуел      | Огдън Филипс     |
| Нелсън Елис         | Еди Суийт        |
| Дилън Уолш          | Джон Туиди       |
| Фред Далтън Томпсън | Бъл Ханкок       |
| Ерик Ланг           | Анди Бейър       |
| Дилън Бейкър        | Холис Б. Ченери  |
| Стивън Стантън      | Чик Андерсън     |
| Нестър Серано       | Панчо Мартин     |

## В България
В България филмът е издаден на DVD от 9 май 2011 г. от A+Films.
На 12 април 2015 г. е излъчен по NOVA.